# Alessandro Cantele Fink
Alessandro Cantele Fink (* 22. Mai 2004  in Mexiko-Stadt) ist ein mexikanischer Skirennläufer.

## Biographie
Cantele Fink wurde als Sohn eines Italieners und einer Mexikanerin in Mexiko-Stadt geboren. Er wuchs dort und in Cortina d’Ampezzo auf, wo er auch das Skifahren erlernte. Im Alter von 8 Jahren zog die Familie nach Edwards, Colorado.
Sein internationales Renndebüt feierte er am 18. Dezember 2021 bei einem Juniorenrennen in Steamboat Springs. Sein erstes internationales Großereignis bestritt er bei den Juniorenweltmeisterschaften 2023 in St. Anton am Arlberg, wo er seine beste Platzierung mit Rang 38 im Slalom erreichte. Zum Abschluss des Winters wurde er mexikanischer Meister im Slalom, vor Hubertus von Hohenlohe.
2025 nahm Cantele Fink erstmals an Alpinen Skiweltmeisterschaften teil. Während er im Slalom ausschied, belegte er im Riesenslalom den 59. Platz.

## Erfolge

### Weltmeisterschaften
- Saalbach 2025: 59. Riesenslalom, DNF Slalom

### Juniorenweltmeisterschaften
- St. Anton 2023: 38. Slalom, 48. Abfahrt, DSQ Riesenslalom, DNS Super-G
- Haute-Savoie 2024: 49. Abfahrt, 53. Super-G, DNF Riesenslalom, DNF Slalom

### Weitere Erfolge
- Eine Platzierung unter den besten 5 bei FIS-Rennen
- Mexikanischer Meister im Slalom (2023, 2025)